# Bitwa pod Rocky Face Ridge
Bitwa pod Rocky Face Ridge – starcie zbrojne, które miało miejsce w dniach 7–13 maja 1864 roku na terenie hrabstwa Whitfield w stanie Georgia podczas kampanii atlanckiej wojny secesyjnej. Armią Unii dowodził gen.-mjr William Tecumseh Sherman, podczas gdy armią konfederatów gen.-por. Joseph Johnston. Skutkiem zwycięstwa unionistów, konfederaci zostali zmuszeni do opuszczenia znakomitej pozycji obronnej na szczytach pasma Rocky Face.

## Przebieg
Generał Johnston okopał swoje wojska na szczytach długiego i wysokiego pasma wzgórz zwanego Rocky Face Ridge i dalej w kierunku wschodnim w poprzek Doliny Crow. Gdy Sherman zbliżył się do tej pozycji, pokazał konfederatom swe wojska w dwóch kolumnach marszowych, podczas gdy trzecią posłał ukradkiem ku przełęczy Snake Creek, na prawo, by zaatakować linię kolejową Western & Atlantic w Resaca. Dwie pierwsze kolumny zaatakowały pozycje południowców pod Buzzard Roost (na przełęczy Mill Creek) i na przełęczy Dug. W tym samym czasie trzecia kolumna (dowódca gen. mjr James B. McPherson) przeszła przełęcz Snake Creek i 9 maja dotarła do przedpola miasteczka Resaca, gdzie okazało się jednak, że konfederaci są przygotowani i okopani. Obawiając się przegranej, McPherson wycofał swoją kolumnę na przełęcz Snake Creek.
10 maja Sherman postanowił przerzucić większość swych sił do miejsca postoju McPhersona i połączonymi siłami zdobyć miasteczko Resaca. Następnego dnia rano wojska Shermana potajemnie opuściły swe pozycje u podnóży Rocky Face Ridge. Nie udało im się jednak odejść niepostrzeżenie. Dostrzegłszy manewr Shermana, Johnston wycofał się 12 maja na południe, w stronę wspomnianej miejscowości.